# Minneapolis Steel & Machinery Company

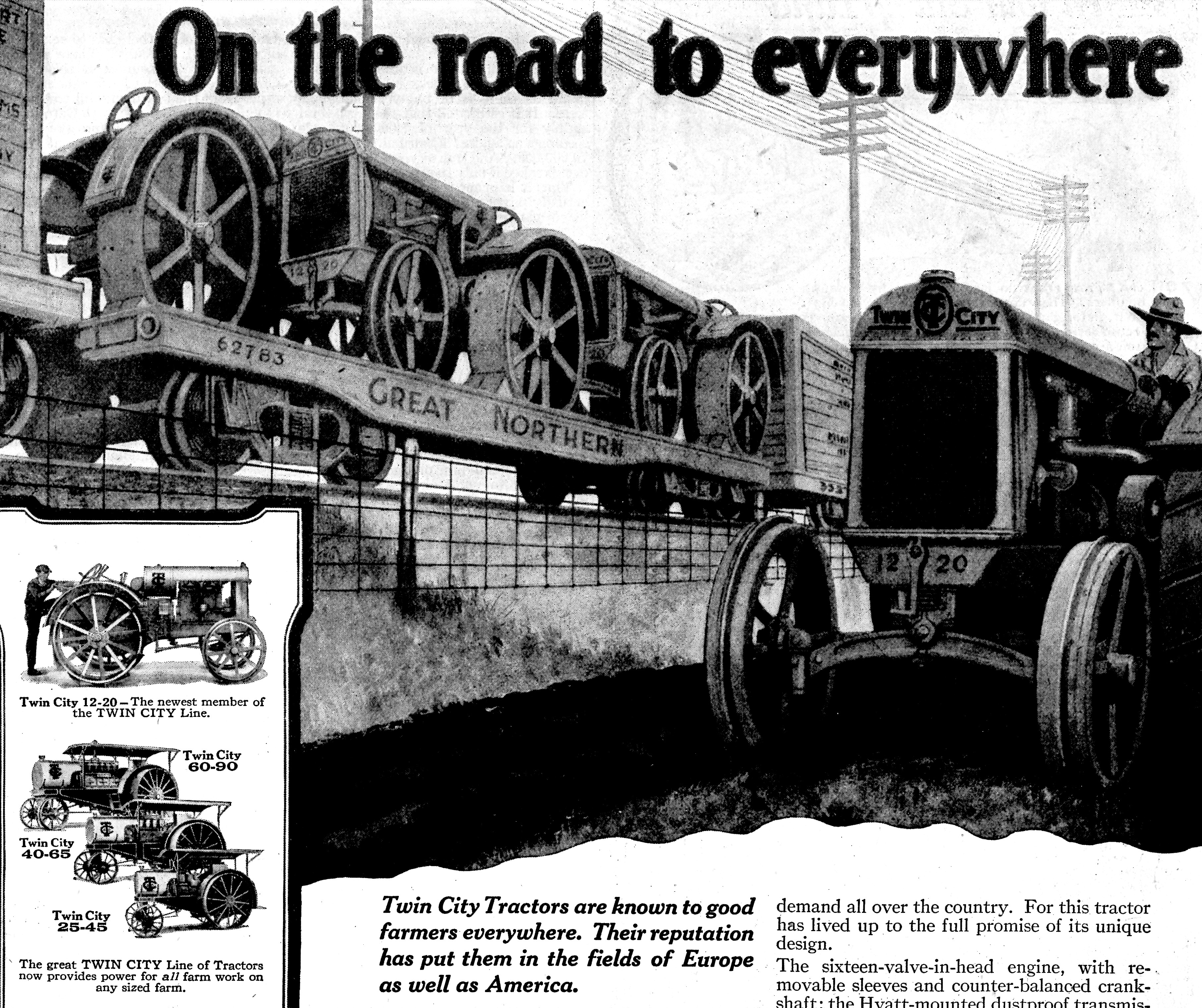
Anzeige von 1920

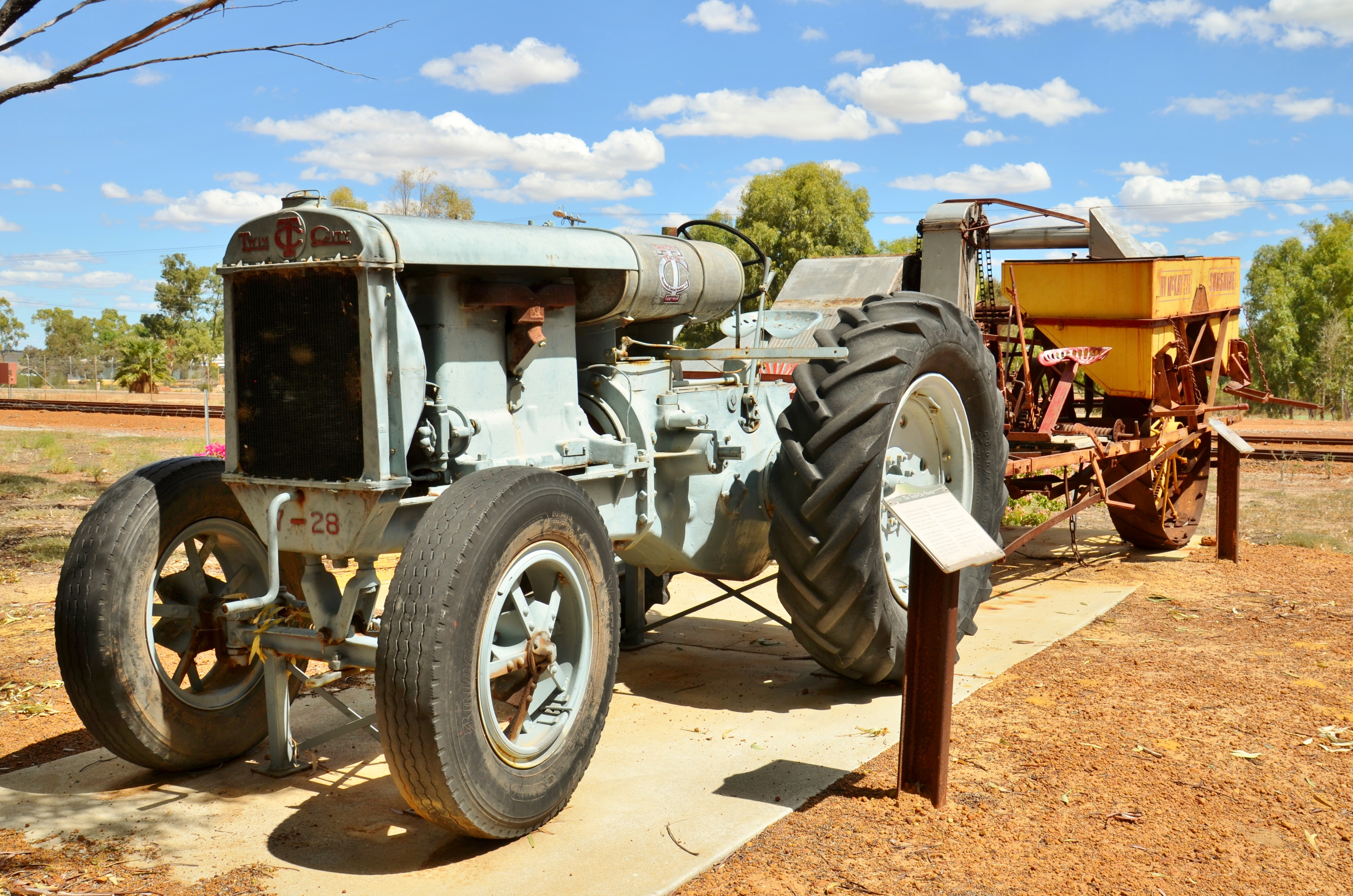
Twin City 17-28 mit Sunshine Harvester (ca. 1926)

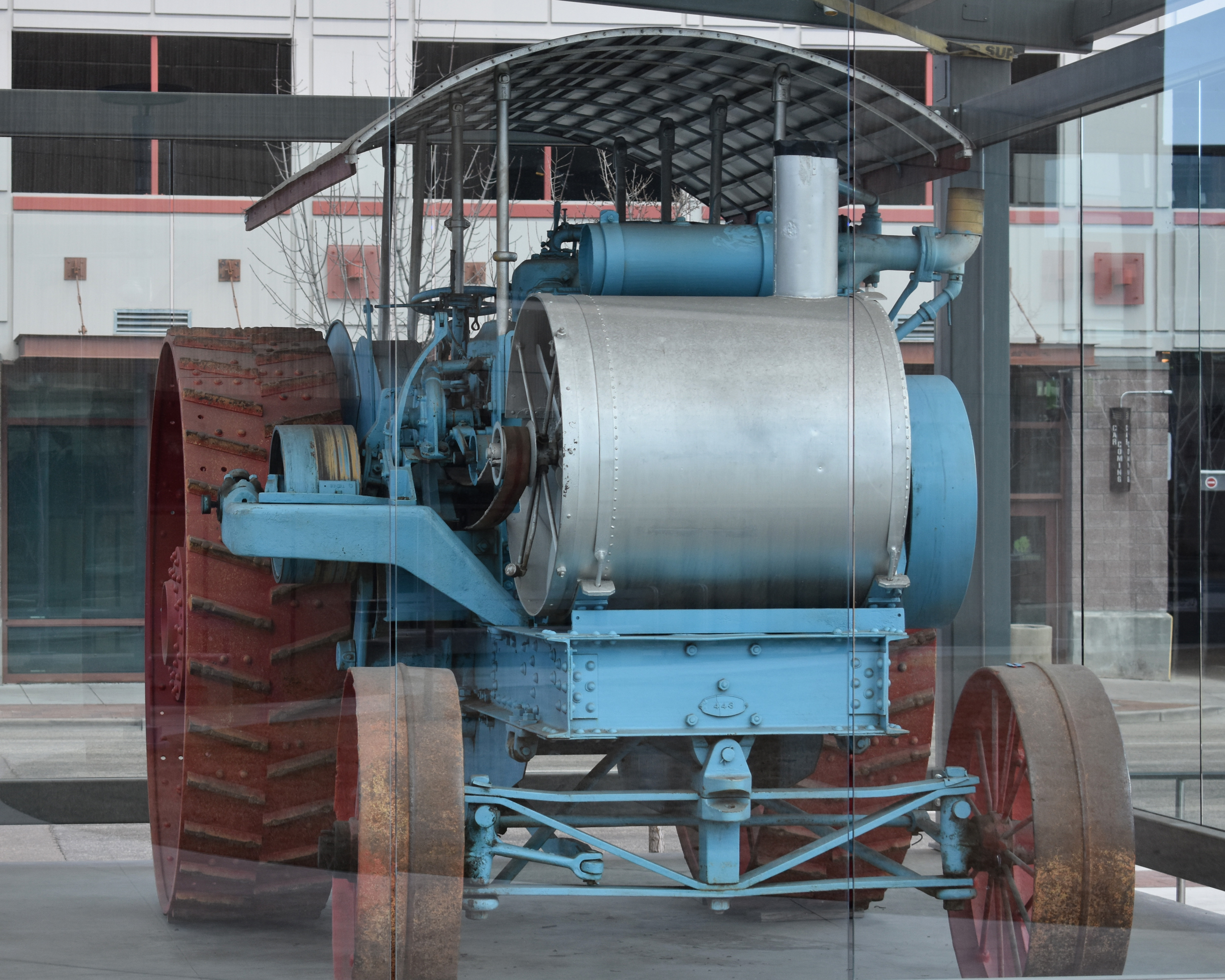
Twin City 40-65

Die Minneapolis Steel & Machinery Company war ein US-amerikanisches Unternehmen. zur Herstellung von landwirtschaftlichem Gerät und Traktoren. Das Unternehmen stellte zeitweilig auch Nutzfahrzeuge und Omnibusse her und verwendete Motoren aus eigener Produktion. Markenname war Twin City.

## Unternehmensgeschichte
Das Unternehmen wurde 1902 gegründet. Das Unternehmen produzierte zunächst Bauelemente aus Stahl, wovon jährlich mehrere tausend Tonnen hergestellt wurden. Zudem wurden Stationärmotoren  gefertigt.
Ab 1909 wurden Traktoren für andere Unternehmen hergestellt. 1910 erschien das erste eigene Modell. 1918 folgten Lkw und in den 1920er Jahren Busse.
1929 entstand aus der Fusion mit der Moline Implement Company und der Minneapolis Threshing Machine Company die Minneapolis-Moline Implement Company.

## Fahrzeuge
Einige der Traktoren hatten einen Sechszylindermotor.
Die Lkw hatten Kardanantrieb. Genannt sind zwei Modelle, die 2 Tonnen bzw. 3,5 Tonnen Nutzlast hatten.
Der Bus Model DW von 1925 hatte einen Motor mit 60 PS Leistung und Platz für 25 Personen.

## Modellübersicht der Traktoren
Nachstehend eine Auflistung verschiedener Traktormodelle. In einigen Fällen endete die Bauzeit erst nach Auflösung des Unternehmens, da das Nachfolgeunternehmen die Produktion fortsetzte.
| Modell | Bauzeit   | Leistung |
| ------ | --------- | -------- |
| 12-20  | 1919–1926 | 22 bhp   |
| 15-30  | 1916–1919 | 33 bhp   |
| 16-30  | 1918–1920 | ?        |
| 17-28  | 1926–1935 | 31 bhp   |
| 20-35  | 1920–1927 | 38 bhp   |
| 21-32  | 1928–1938 | 35 bhp   |
| 25-45  | 1916–1920 | 50 bhp   |
| 27-44  | 1917–1935 | 48 bhp   |
| 40-65  | 1916–1925 | 72 bhp   |
| 60-95  | 1916–1918 | 105 bhp  |